# Тёмный ретрит
Тёмный ретрит (тиб. mun mtshams) — метод продвинутой практики в бон.
Ретрит проходит в одиночестве и при полном отсутствии света. К нему допускаются только опытные духовные практики при руководстве квалифицированного наставника. В ретрите проводят от нескольких часов до десятилетий. Хотя эта практика способствует обретению осознанности в состоянии бардо, её конечная цель — обретение радужного тела во время смерти или ещё до её наступления. Для практики тёмного ретрита совершенно необходимо иметь стабильность в пребывании в естественном состоянии, в противном случае видения, возникающие в сознании практикующего, будут не спонтанным проявлением просветлённой природы, а лишь проекциями его дуалистического ума, обусловленными кармическими следами, что может повлечь разнообразные, в том числе весьма тяжкие, нарушения психического здоровья.
Среди современных мастеров, значительное время посвятивших практике тёмного ретрита, можно назвать Аю Кхандро и Дилго Кхьенце. В частности, Аю Кхандро практиковала разновидность тёмного ритрита, именуемую янгти (тиб. Yang-Ti).